# Саларо (Верчели)
Саларо је насеље у Италији у округу Верчели, региону Пијемонт.
Према процени из 2011. у насељу је живело 7 становника. Насеље се налази на надморској висини од 901 м.